# Йи, Джексон
Джексон Йи (кит. трад. 易烊千璽, упр. 易烊千玺, пиньинь Yì Yángqiānxǐ; род. 28 ноября 2000 года, Хуайхуа, Хунань, КНР) — китайский актёр, певец и танцор. Получил известность как участник китайской бой-группы TFBoys с 2013 года. Его сингл «Li Sao» был назван «Песней года на китайском языке» в 2017 году по версии Billboard Radio China. Снялся в телевизионных сериалах «Самый длинный день в Чанъане» 2019 года и «Янь Ши Фань: Новая молодежь» 2020 года, а также получил положительные отзывы за фильмы «Лучшие дни» 2019 года, «Маленький красный цветок» 2020 года, «Чудо» 2022 года и «Полноводная красная река» 2023 года.
В 2019 году Йи занял восьмое место в списке 100 знаменитостей Китая по версии Forbes, а в 2020 и 2021 годах — первое место. По данным китайских СМИ в 2019 году, он является одной из самых коммерчески ценных звёзд в Китае.

## Карьера

### 2005–2013: Начало карьеры и Fashion Youngsters
Йи начал свою карьеру в качестве детской звезды, участвуя в нескольких развлекательных программах с 2005 по 2008 годы. В 2009 году он стал участником бывшей китайской айдол-группы Fashion Youngsters, но покинул её в 2011 году. В 2010 году Йи начал актёрскую карьеру, сыграв в телесериале «Железная груша».
В марте 2012 года Йи принял участие в реалити-шоу талантов Hunan TV «Up Young» и вошёл в топ-100. Несмотря на то, что он был исключён из шоу, его выступление привлекло внимание TF Entertainment, и он был приглашён на прослушивание в эту компанию. До дебюта в составе TFBoys Йи выпустил свой первый сольный сингл «Dream Skyscraper». Также он снялся в нескольких короткометражных фильмах и появился в музыкальном видеоклипе на песню «Father» 2013 года исполнителя Чжан Хэсуаня, участника шоу «Голос Китая».

### 2013–2016: TFBoys и сольная деятельность
Йи официально дебютировал в составе TFBoys в августе 2013 года. В 2015 году он озвучил главного героя в китайской озвучке анимационного фильма «Маленький принц».
В июле 2016 года он снялся в китайском телесериале в жанре сянься «Нефритовая династия», где исполнил роль демона-лиса. В ноябре он выпустил свой второй сольный сингл «You Say», который был спродюсирован музыкальным продюсером Ли Вэй Суном и написан Ваном Лихуном. В том же месяце он присоединился к актёрскому составу реалити-шоу «Let Go of My Baby».

### 2017–наст. время: Рост популярности
В январе 2017 года Йи присоединился к актёрскому составу озвучивания анимационного фильма «Джи-Джи Бонд: Хранитель», исполнив роль загадочного мужчины. Также он сыграл юную версию главного героя в исторической драме «Песня феникса». Для саундтрека к этой драме Йи выпустил собственную версию песни «Li Sao».
В сентябре 2017 года было объявлено, что Йи основал собственную независимую студию для сольных проектов. В ноябре Йи выпустил свой первый сингл на английском языке под названием «Nothing to Lose», спродюсированный Харви Мейсоном-младшим, при этом Йи участвовал в написании текста. Через пять дней он выпустил ещё один сингл, «Unpredictable», спродюсированный Дэвидом Гамсоном и с текстом, написанным Дэйвом Гибсоном. Обе песни заняли второе и первое места соответственно в чарте FreshAsia Music.
В 2018 году Йи подтвердил своё участие в танцевальном шоу «Уличные танцы Китая» в качестве капитана. Он был приглашён на 60-ю церемонию вручения премии «Грэмми», которая проходила 28 января 2018 года в Нью-Йорке, в качестве музыкального посла Radio 101 и специального гостя China Music Vision. Йи стал самым молодым китайским музыкантом, официально приглашённым на церемонию. В том же месяце Йи был назван одной из десяти самых влиятельных благотворительных звёзд по версии Sina. Позже в том же году было объявлено, что он снимется в фантастическом анимационном фильме «Легенда о воюющих царствах 2: Хладнокровный пир». Йи был приглашён выступить на церемонии закрытия Азиатских игр 2018 года для продвижения предстоящих Азиатских игр в Ханчжоу. В этом году он был принят в престижную Центральную академию драмы в Пекине, заняв первое место и получив наивысший балл как на вступительных экзаменах, так и на живом прослушивании.\
В 2019 году Йи снялся в фильме «Лучшие дни», экранизации китайского романа «В его юности, в её красоте». За свою работу он получил награду «Лучший новый актёр» на 39-й церемонии вручения наград Гонконгской кинопремии. В том же году он сыграл в исторической детективной драме «Самый длинный день в Чанъане». 22 декабря 2019 года он провёл свой первый сольный концерт «Су Эр» в Шанхае, Китай.
В 2020 году Йи снялся в исторической военной драме «Янь Ши Фань: Новая молодежь». В ноябре 2020 года он выпустил кавер-альбом «Backseat Theater», основанный на его многочисленных воспоминаниях о поездках между Второй кольцевой дорогой и Чанпином в детстве. Его второй фильм, «Маленький красный цветок», вышел в кинотеатрах 31 декабря 2020 года.
В 2021 году первый военный фильм Йи, «Битва при Чосинском водохранилище», вышел в прокат 30 сентября 2021 года и стал самым кассовым фильмом в истории Китая. Он также снялся в короткометражке «Свидание со снегом и льдом», которая продвигала эстафету Олимпийского огня зимних Олимпийских игр в Пекине с участием Эйлин Гу. В следующем году Йи сыграл в продолжении фильма, «Битва при Чосинском водохранилище 2», который вышел на экраны 1 февраля 2022 года.
В январе 2023 года Йи снялся в фильме «Полноводная красная река», режиссёром которого выступил Чжан Имоу. Фильм собрал в прокате 4,5 миллиарда юаней, став одним из самых кассовых фильмов в истории Китая. 14 апреля 2023 года Музеи мадам Тюссо в Гонконге и Шанхае представили две новые восковые фигуры молодого актёра Джексона Йи. Он стал первым представителем поколения миллениалов, чьи восковые фигуры представлены в музеях мадам Тюссо. Первая фигура Йи была представлена в 2018 году.
В январе 2024 года Йи был избран членом Совета Китайской киноакадемии, став самым молодым среди 167 членов. 24 июня 2024 года Йи был назначен первым Олимпийским другом в Китайской Народной Республике и будет продвигать олимпийские ценности и Париж 2024 в своей стране. Два дня спустя, за 30 дней до начала Олимпийских игр в Париже 2024 года, Йи рассказал об олимпийском духе в рекламном видео Международного олимпийского комитета.

## Другая деятельность

### Благотворительность
В июне 2017 года Всемирная организация здравоохранения (ВОЗ) выбрала Йи одним из китайских чемпионов по борьбе против табака.
В сентябре 2017 года Йи призвал к сохранению и защите исторических объектов, а также к прекращению нецивилизованных действий в отношении культурных реликвий и памятников. Он был назначен послом благотворительной кампании «Страж Великой стены», организованной Китайским фондом охраны культурного наследия.
В ноябре 2017 года ВОЗ пригласила Йи в Женеву как одного из четырёх молодых лидеров из Китая для выступления с призывом к ликвидации дискриминации людей, живущих с ВИЧ/СПИДом. Вскоре после этого он был удостоен звания специального посланника ВОЗ по вопросам здравоохранения в Китае. В качестве специального посланника он уделял особое внимание вопросам здорового образа жизни и поддержал проект «Детский спутник» (Children's Companion Program), направленный на помощь детям в сельских провинциях, чьи родители переехали на работу в крупные города. В том же месяце он принял участие в записи песни «Embracing You» вместе с 16 другими знаменитостями, которая стала гимном 30-го Всемирного дня борьбы со СПИДом.
На своём дне рождения, состоявшемся 28 ноября 2017 года, Йи объявил о создании Фонда Джексона Йи. На первом этапе фонд собрал 1,5 миллиона юаней (около $227 000) для поддержки благотворительной программы Китайского фонда борьбы с бедностью, направленной на помощь более чем 12 000 сельских детей, оставленных родителями, которые переехали в города в поисках работы.
В 2019 году Йи представлял Китай на Молодёжном форуме Экономического и Социального Совета ООН (ЭКОСОС). 8 и 9 апреля в Нью-Йорке он встретился с министрами и официальными лицами, обсуждая роль молодёжи в реализации Повестки дня в области устойчивого развития на период до 2030 года. Используя фразу «Yi qi lai ba!», Йи начал новое сотрудничество с ВОЗ, призывая молодёжь вести активный и здоровый образ жизни.
9 ноября 2019 года Йи был объявлен послом благотворительной кампании по борьбе с лесными пожарами в Китае, направленной на повышение осведомлённости о лесных пожарах и защиту зелёных насаждений.
В июле 2021 года Йи пожертвовал один миллион юаней Красному Кресту Китая, отделение в Чжэнчжоу, и ещё один миллион — благотворительному фонду Han Hong Love Charity Foundation для оказания помощи пострадавшим от наводнений в провинции Хэнань в 2021 году. В ответ на землетрясение в Тибете 2025 года Йи также пожертвовал средства благотворительному фонду Han Hong Love Charity Foundation.

### Продвижение
28 июля 2021 года Йи был объявлен послом бренда Nescafé, поскольку он придерживался того же подхода «осмеливаться думать и действовать».

### Мода
5 апреля 2021 года компания Armani beauty назначила Джексона Йи глобальным амбассадором по макияжу и уходу за кожей. С января 2020 года он был амбассадором бренда Giorgio Armani в Китае, а с августа 2020 года — глобальным амбассадором Emporio Armani. Вероника Готье, глобальный президент Armani Beauty, отметила, что Йи имеет значительный авторитет в Китае и находит отклик у молодёжи, а его вовлечённость в общение с аудиторией перекликается с философией бренда Giorgio Armani. 19 января 2022 года Armani beauty назначила Йи глобальным амбассадором Giorgio Armani.
16 апреля 2021 года Йи был назначен глобальным амбассадором Tiffany & Co. Его участие в продвижении бренда на региональном уровне в Китае с июня 2020 года привело к значительному росту числа подписчиков в социальных сетях и увеличению вовлечённости потребителей, что превзошло ожидания компании. В октябре 2023 года президент Энтони Ледру отметил, что цифровая кампания Tiffany & Co, приуроченная ко Дню святого Валентина, с участием Йи принесла выдающиеся результаты, так как компания искала новые способы привлечения аудитории.
1 ноября 2022 года Йи стал глобальным амбассадором Jaeger-LeCoultre. В своём заявлении он выразил восхищение элегантным и вневременным стилем бренда, его богатым наследием и постоянным стремлением к инновациям. Йи подчеркнул свою честь работать с брендом и с нетерпением ждёт начала сотрудничества.
19 июня 2024 года Йи был выбран глобальным амбассадором Lindberg. Его универсальность и стремление к исследованию новых творческих сфер отражают дух бренда, который ценит дизайн, инновации и персонализацию.
20 августа 2024 года Йи стал глобальным амбассадором Golden Goose. Сильвио Кампара, генеральный директор Golden Goose, отметил, что Йи является воплощением творческой энергии и страсти, идеально соответствующей основным ценностям и аутентичной сущности бренда. Компания высоко ценит его разнообразный подход к творчеству и то, как он отражает идентичность бренда.

## Противоречия
В августе 2019 года Йи расторг контракты с Givenchy после того, как бренд включил Гонконг, Макао и Тайвань в список отдельных стран на своей футболке.
В марте 2021 года Йи дистанцировался от Adidas после того, как компания объявила о решении не использовать хлопок из региона Синьцзян, где, по утверждениям, существуют проблемы с правами человека.
6 июля 2022 года Йи, выпускник Центральной академии драмы, был объявлен одним из кандидатов, принятых в Национальный театр Китая в рамках набора выпускников 2022 года. Объявление о том, что знаменитость получила бяньчжи — стабильную работу с пожизненными льготами в государственном или поддерживаемом государством учреждении, вызвало бурное обсуждение в интернете из-за предполагаемых нарушений в процессе набора, отсутствия прозрачности и несправедливого получения таких престижных должностей, особенно в условиях напряжённого рынка труда в Китае в то время. 16 июля Национальный театр Китая выпустил заявление, подтверждающее, что процесс набора был проведён в соответствии с установленными процедурами и требованиями. 17 июля Йи объявил о своём отказе от должности, чтобы успокоить разногласия.

## Дискография
- Temperature Curve (2019)
- Back Seat Theater (2020)
- Liu Yanfen (2023)
- Keystone (2025)

## Фильмография

### Фильмы
| Год  | Название                            | Оригинальное название | Роль                 | Примечание | Ссылка        |
| ---- | ----------------------------------- | --------------------- | -------------------- | ---------- | ------------- |
| 2013 | Поспевать                           | 追上去                | Сяо-цзе              | Short film |               |
| 2013 | Улитка                              | 蜗牛                  | Чаншу                | Short film |               |
| 2015 | Фунт плоти                          | 致命追击              |                      | Камео      | [ 81 ]        |
| 2015 | Мистер Шесть                        | 老炮儿                |                      | Камео      | [ 82 ]        |
| 2015 | Маленький принц                     | 小王子                | Маленький принц      | Дубляж     | [ 15 ]        |
| 2017 | Джи-Джи Бонд: Хранитель''           | 猪猪侠之英雄猪少年    | Таинственный человек | Дубляж     | [ 19 ]        |
| 2019 | Лучшие дни                          | 少年的你              | Бэй / Лю Бэй Шань    |            | [ 33 ]        |
| 2020 | Маленький красный цветок            | 送你一朵小红花        | Вэй Ихан             |            | [ 83 ]        |
| 2021 | Китайские врачи                     | 中国医生              | Ян Сяоян             | Камео      | [ 84 ]        |
| 2021 | Битва при Чосинском водохранилище   | 长津湖                | У Ваньли             |            | [ 85 ]        |
| 2022 | Хороший вид                         | 奇迹·笨小孩           | Цзин Хао             |            | [ 86 ]        |
| 2022 | Битва при Чосинском водохранилище 2 | 长津湖之水门桥        | У Ваньли             |            | [ 87 ]        |
| 2022 | Её история                          | 世间有她              | Ли Чжаохуа           |            | [ 88 ]        |
| 2023 | Полноводная красная река            | 满江红                | Сунь Цзюнь           |            | [ 89 ]        |
| 2024 | Переулок Цзянъюань                  | 酱园弄                | Сон                  |            | [ 90 ]        |
| 2024 | Маленький я                         | 小小的我              | Лю Чуньхэ            |            | [ 91 ]        |
| 2025 | Воскрешение                         | 狂野时代              |                      |            | [ 92 ]        |
| 2025 | Запретная земля                     | 蛮荒禁地              | Шэнь Син             |            |               |
| 2026 | Напугать до смерти                  | 惊蛰无声              |                      |            | [ 93 ] [ 94 ] |
| TBA  | Три слова                           | 三个字                | Дагуанг              |            | [ 95 ]        |

### Теле-сериалы
| Год  | Название                     | Оригинальное название | Роль               | Примечание | Ссылка |
| ---- | ---------------------------- | --------------------- | ------------------ | ---------- | ------ |
| 2010 | Железная груша               | 铁梨花                | Чан Чиан (молодой) |            | [ 11 ] |
| 2011 | Супер-экипировка для детей   | 超装备小子            | Сянцзы             |            |        |
| 2016 | Любовь к разлуке             | 小别离                | Сон Юньчжэ         | Камео      | [ 96 ] |
| 2016 | Нефритовая династия          | 青云志                | Сяо Ци             | Камео      | [ 16 ] |
| 2017 | Песня феникса                | 思美人                | Цюй Юань (молодой) | Камео      | [ 20 ] |
| 2017 | Отрочество                   | 我们的少年时代        | Инь Ке             |            | [ 97 ] |
| 2019 | Самый длинный день в Чанъане | 长安十二时辰          | Ли Би              |            | [ 37 ] |
| 2020 | Вперед навсегда              | 热血同行              | Ий                 |            | [ 35 ] |

### Веб-сериалы
| Год  | Название                  | Оригинальное название | Роль                   | Примечание | Ссылка  |
| ---- | ------------------------- | --------------------- | ---------------------- | ---------- | ------- |
| 2013 | Легенда о храме Юнчу      | 云居寺传奇            | Фуги                   |            | [ 98 ]  |
| 2014 | Красавица в стиле хай-тек | 高科技少女喵          | Младший брат Ли Кенана | Камео      | [ 99 ]  |
| 2014 | Сюрприз 2                 | 万万没想到第二季      |                        | Камео      | [ 100 ] |
| 2016 | Поиск души                | 超少年密码            | Шэнь Хаосюань          |            | [ 101 ] |